# Emirato Islamico dell'Afghanistan (1996-2001)
Emirato Islamico dell'Afghanistan fu la designazione ufficiale e forma di governo assunta dal regime politico del paese asiatico a seguito della presa di Kabul da parte dei Talebani, nel 1996, ma dissoltosi dopo l'invasione statunitense del 2001.
Questo Stato venne internazionalmente riconosciuto solo da tre governi (Pakistan, Emirati Arabi Uniti e Arabia Saudita) e non riuscì mai a controllare l'intero territorio del Paese dato che le regioni settentrionali rimasero nelle mani dell'Alleanza del Nord.

## Storia

### I talebani
I Talebani sono un movimento politico religioso fondamentalista islamico che ebbe le sue origini tra gli studenti delle madrase nei territori di confine tra il Pakistan e l'Afghanistan (il termine Talebani significa appunto studenti). Il movimento talebano nacque nel 1994 a Kandahar, con lo scopo di proteggere gli abitanti della città e della provincia circostante dai soprusi dei criminali e dei signori della guerra assai comuni in quel periodo. Partiti con un finanziamento di 250 000 dollari da parte di un uomo d'affari locale ottennero ben presto il supporto di alcuni leader pashtun. Ad ottobre del 1994, quando ottennero il controllo dell'intera provincia di Kandahar, anche il Pakistan iniziò a supportare la loro avanzata fornendo soldi e armamenti. Nel 2000 controllavano il 95% del paese.
La loro rapida ascesa non è dovuta solo al supporto economico e militare del Pakistan ma anche all'appoggio della popolazione civile, stufa del conflitto tra i signori della guerra che stava mietendo migliaia di vittime civili e distruggendo il paese.

### Proclamazione dell'Emirato ed espansione
Partendo da Kandahar nel 1994 i talebani arrivarono ad occupare Kabul nel 1996 fu proprio in quell'anno che venne proclamato per la prima volta l'Emirato Islamico dell'Afghanistan con il mullah Omar che si autoproclamò emiro, carica che in Afghanistan era in disuso da circa un secolo. In seguito alla caduta di Kabul del 1996 fu proclamato un governo composto da mullah educati nelle madrase, la maggior parte dei quali avevano combattuto nella precedente guerra civile ed erano pronti a tornare alle armi in caso di necessità.
Le fazioni di mujaheddin che avevano dilaniato il paese combattendo tra di loro, si riunirono nell'Alleanza del Nord continuando a combattere i talebani.
Con la caduta di Mazar-i Shariff nel 1998, tutte le maggiori città e autostrade del paese erano sotto il controllo dei talebani mentre l'Alleanza del Nord controllava solo una limitata porzione di territorio nel nordest del paese.

### Caduta e rinascita
Nel 2001 con l'invasione degli statunitensi in Afghanistan, lo stato dell'Emirato Islamico venne disciolto e venne ricostituito lo Stato Islamico dell'Afghanistan. Tra maggio e giugno del 2003 alcuni leader talebani dichiararono di essere pronti a una guerriglia per espellere le forze statunitensi dal paese. Alla fine del 2004, il leader dei talebani Mohammed Omar proclamò un'insurrezione contro "gli americani e i loro burattini (riferendosi ai massimi esponenti dell'Alleanza del Nord che nel frattempo avevano ripreso il controllo del paese)" al fine di "riottenere la sovranità sul nostro paese". In seguito a una lunga insurrezione, i talebani ripresero Kabul ad agosto del 2021.

## Il Regime
Dopo aver tolto il controllo di gran parte dell'Afghanistan alle milizie dei signori della guerra i talebani si diedero lo scopo di rendere il loro paese una pura società islamica sul modello di quella governata da Abdur Rahman (detto l'emiro di ferro). Le fonti di diritto da cui attinsero i talebani furono il Pashtunwali, l'antico codice dell'etnia pashtun, oltre che ovviamente il Corano.
Le decisioni venivano prese da un consiglio formato dai principali leader tribali pashtun (shura) presieduto dal mullah Omar, leader politico e religioso dell'Emirato (figure che in una teocrazia tendono a sovrapporsi).
Tra le leggi approvate dal suddetto consiglio figurano il divieto di consumare carne di maiale e alcool, l'obbligo per gli uomini di farsi crescere la barba, l'istituzione di un corpo di polizia "per la diffusione della virtù e la prevenzione del vizio", e la pena di morte per adulterio mediante fustigazione per gli uomini e lapidazione per le donne, anche se esecuzioni di questo tipo furono piuttosto rare.
Dove i Talebani erano intransigenti erano i banditi e i delinquenti comuni, per essi erano previsti il taglio delle mani e in certi casi anche di un piede e le esecuzioni erano pubbliche, questi metodi, per quanto brutali, riuscirono a riportare l'ordine in un paese che fino a poco tempo era in stato di anarchia e in cui i delinquenti si muovevano impuniti.
Gino Strada, che in quegli anni si trovava a Kabul dichiarò che: 
Non c'è criminalità. Si può girare anche la notte senza rischiare nulla. I divieti valgono per i cittadini afghani, gli occidentali vengono lasciati in pace. Ho visto i poliziotti "per la diffusione della virtù e la prevenzione del vizio", a volte capita che discutano con i cittadini per la lunghezza della barba e altre cose così, in qualche occasione sono pure volate delle botte ma sono episodi rari
Anche se la capitale nominalmente rimase Kabul, il mullah Omar vi si recò solo in un paio di occasioni mantenendo la sua residenza a Kandahar.

### Il ruolo delle donne
Le donne erano obbligate a uscire di casa col burqa e il loro accesso all'istruzione venne "temporaneamente sospeso" con migliaia di ragazze che vennero espulse da scuole e università. Alle donne fu concesso di lavorare solo nel settore medico e solo con pazienti donne.

A tal proposito Gino Strada dichiarò che: 
Ho parlato col ministro della salute (...) e si è detto concorde a creare una sezione dell'ospedale dedicata alle pazienti femminili. Le dottoresse e le infermiere che lavorano qui da noi arrivano col burqa, quando sono qua dentro si tolgono il burqa e si mettono il velo e quando escono per tornare a casa si rimettono il burqa
Dichiarò tuttavia anche che:
A nord, nei territori controllati dai tagiki, la situazione è pressoché identica
Il fatto che la maggior parte del personale nelle scuole primarie fosse composto da donne, portò molte di queste scuole a chiudere facendo così perdere il diritto all'istruzione non solo alle bambine ma anche a molti bambini maschi.

### Divieto alle attività ricreative
Sotto il controllo dei talebani molte attività ricreative vennero vietate come ad esempio la televisione, la musica, i cinema, i teatri, i videogiochi, gli scacchi e gli aquiloni. Il mullah Omar vietò anche l'utilizzo di internet da parte della gente comune, riservandolo per sé e per gli esponenti di spicco del regime.
Se questa ondata di restrizioni non suscitò particolare malcontento nelle campagne, dove i talebani si limitarono ad istituzionalizzare delle usanze già presenti, la stessa cosa non si può dire per le maggiori città come Herat e Kabul dove cinema e teatri e attività ricreative di altro tipo erano diffuse.

## Relazioni internazionali
In politica estera l'Emirato Islamico dell'Afghanistan seguì una linea principalmente isolazionista arrivando a dichiarare che "I Talebani credono nella non-interferenza negli affari di altri paesi e similarmente non desiderano interferenze estere nei loro affari interni" mantenendo comunque limitate relazioni con i paesi limitrofi come ad'esempio un accordo per la fornitura di gas, elettricità e petrolio col Turkmenistan.
Le relazioni con l'Iran, inizialmente pacifiche, deteriorarono fino a sfociare nell'assalto al consolato iraniano di Mazar-i-Sharif del 1998 e la conseguente uccisione di alcuni diplomatici iraniani che spinsero il governo di Teheran a minacciare di invadere militarmente l'Afghanistan ammassando truppe al confine, la mediazione delle Nazioni Unite permise di evitare il conflitto.
La Cina iniziò ad avere contatti coi Talebani nel 1998. Nel novembre nel 2000, Lu Shulin, l'allora ambasciatore cinese in Pakistan, fu il primo esponente politico di un paese non-mussulmano ad incontrare il Mullah Omar.
Pakistan, Arabia Saudita ed Emirati Arabi Uniti furono gli unici paesi a riconoscere ufficialmente l'Emirato.

### Sanzioni
Il 15 ottobre 1999 il Consiglio di sicurezza delle Nazioni Unite stabilì un regime di sanzioni per tutte le persone o entità associate coi Talebani. Le sanzioni erano applicabili in tutte le parti del mondo e riguardavano anche ex-membri del loro governo.
Nel gennaio 2010 cinque ex-ufficiali dei Talebani furono rimossi dalla lista su richiesta dell'allora presidente afghano Karzai. I cinque uomini erano:
- Wakil Ahmad Muttawakil, ex-ministro degli esteri.
- Fazal Mohammad, ex-ministro del commercio.
- Shams-us-Safa Aminzai, ex-ufficiale addetto alla stampa estera
- Mohammad Musa Hottak, ex ministro della pianificazione.
- Abdul Hakim Munib, ex-ministro degli affari di frontiera.[24][25]

### La controversia dei Buddha di Bamiyan
Nel 1999 il Mullah Omar emise un decreto per proteggere le statue dei Buddha di Bamiyan, una coppia di colossali statue di Buddha scavate in una parete rocciosa nella valle di Bamiyan, situata nella regione del Hazarajat nell'Afghanistan centrale.

Ma nel marzo del 2001 le statue furono distrutte su ordine del Mullah Omar il quale dichiarò in un'intervista:
Non volevo distruggere i Buddha di Bamiyan. Ma alcuni stranieri sono venuti da me dicendo che volevano riparare le statue dei Buddha che erano state danneggiate dalle pioggia. Questo mi ha scioccato. Ho pensato, queste persone insensibili non hanno riguardo per migliaia di esseri umani, gli afghani che stanno morendo di fame, ma sono così preoccupati per oggetti inanimati come i Buddha. Questo è stato estremamente deplorevole. Per questo ho ordinato la loro distruzione. Fossero venuti per lavori umanitari non avrei mai ordinato la distruzione dei Buddha. 
L'allora portavoce dei Talebani Sayed Rahmatullah Hashemi dichiarò che la distruzione delle statue fu decisa dopo che un esperto di monumenti svedese propose di restaurarne la testa. Hashemi dichiarò che: "Quando il governo afghano chiese i soldi per sfamare i bambini anziché riparare le statue loro rifiutarono e dissero che no, i soldi sono solo per le statue, non per i bambini. A quel punto fu deciso di distruggere le statue".
Questo porto a una condanna internazionale da parte di nazioni come Giappone, India, Sri Lanka, Corea del Sud, Nepal, Iran, Qatar e Russia. Persino Arabia Saudita ed Emirati Arabi Uniti, due delle sole tre nazioni a riconoscere l'Emirato Islamico dell'Afghanistan, dichiararono il loro dissenso. Il ramo arabo dell'UNESCO etichettò la distruzione come "selvaggia".

## Forze armate
I Talebani mantennero 400 carri armati T-55 e T-62 e più di 200 veicoli per il trasporto truppe. I Talebani addestrarono soldati e comandanti anche col supporto del Pakistan.
Le loro forze aree mantennero cinque caccia Mig-21, dieci caccia-bombardieri Su-17, sei elicotteri da trasporto Mil-Mi 8, cinque elicotteri d'attacco Mil-Mi 35, cinque addestratori L-39 e sei aerei da trasporto An-12. Tutti questi aerei furono distrutti dagli Stati Uniti nel corso dell'invasione dell 2001.

### Coscrizione
I Talebani introdussero il servizio militare obbligatorio non solo per i maschi adulti ma anche per molti ragazzini minorenni. Secondo un report dell'Università di Oxford i Talebani fecero largo uso della coscrizione di minorenni negli anni 1997, 1998 e 1999.

## Economia
I talebani imposero una tassazione del 50% ad ogni compagnia operante nel paese, e chi non pagava veniva attaccato. Imposero anche una tassa del 6% su ogni prodotto importato nel paese. Nel 1998 controllavano tutti i valichi di frontiera e i maggiori aeroporti del paese ottenendo così il monopolio sul commercio. Nel 2001 il reddito medio era di circa 200 dollari e il paese era sull'orlo del collasso.
Per via del trattato di libero scambio tra Afghanistan e Pakistan un'ampia rete di contrabbando fu instaurata. Si calcola che questa rete fruttò ai talebani tra i 100 e i 130 milioni di dollari l'anno. Secondo Ahmed Rashid questa fu la maggior risorsa finanziaria dei talebani.
Tra il 1996 e il 1999 il Mullah Omar cambiò opinione sul traffico di droga, a patto che questi danneggiasse solo i kafir. I talebani controllavano il 96% dei campi di papaveri afghani e fecero della tassazione dell'oppio la loro fonte tributaria principale. Secondo Rashid i soldi della droga finanziavano le armi, le munizioni e alimentavano il conflitto. Secondo l'allora ministro delle finanze dell'Alleanza del Nord i talebani spendevano circa 300 milioni di dollari l'anno in armi, munizioni e rifornimenti per i soldati e che facevano affidamento quasi unicamente su tre risorse: papaveri, Pakistan e bin Laden.
Dal punto di vista economico sembra tuttavia che i talebani non avessero altra scelta: in un contesto in cui era costantemente impegnati in un conflitto contro l'Alleanza del Nord, il traffico di oppio era l'unico modo per evitare che il paese morisse di fame. Nel 2000 fu stimato che il 75% della produzione mondiale di oppio avvenisse in Afghanistan. A questo punto Omar vietò la produzione di oppio, in apparenza nel tentativo di far riconoscere il suo Emirato dalle Nazioni Unite. Alcuni osservatori sospettano tuttavia che fu fatto per far aumentare il prezzo dell'oppio e aumentare i profitti dalla vendita delle ampie riserve già in possesso dei talebani. Il traffico dell'oppio accumulato dai talebani proseguì anche nel 2000 e nel 2001. A settembre del 2001 risulta che i talebani abbiano autorizzato i contadini afghani a coltivare oppio nuovamente.
Ci furono anche problemi dal punto di vista ambientale: un'ampia deforestazione di pini e cedri nelle province di Kunar e Paktya fu compiuta per il mercato del legno in Pakistan senza nessun piano di riforestazione. Nel 2001 quando l'Alleanza del Nord riprese il controllo del paese, le infrastrutture erano in rovina. Le telecomunicazioni non funzionavano, la rete stradale era distrutta e gli edifici che ospitavano il Ministero delle Finanze erano così malmessi che rischiavano di crollare. Il 6 luglio 1999 l'allora presidente americano Bill Clinton firmò un ordine che impediva qualsiasi forma di commercio tra gli Stati Uniti il regime dei talebani. Nello stesso anno fu approvata una risoluzione delle Nazioni Unite che impediva qualsiasi volo internazionale da e per l'Afghanistan ad eccezione di alcune missioni umanitarie approvate in precedenza.
La visione economica dei talebani può essere riassunta da un'immagine rinvenuta su un muro della residenza del Mullah Omar a Kandahar che raffigurava un campo di fiori attraversato da un'autostrada che conduceva a una città dove si intravedevano un numero limitato di fabbriche. L'immagine fa capire che i talebani puntavano a una sorta di "medioevo sostenibile" dove ci fosse un certo equilibrio tra tradizione e progresso.